# Natasha Preston
Natasha Preston (King's Lynn, 5 de enero de 1988) es una escritora británica, autora de obras de suspenso juveniles. Sus libros se encuentran en la lista de los más vendidos en New York Times.

## Biografía
Nació en Inglaterra, creció y vivió en pequeñas ciudades y pueblos en el campo. Descubrió su pasión por la escritura cuando decidió publicar una historia en línea y desde entonces no ha parado de escribir.
Su etapa como escritora comenzó de manera accidental en 2010 al buscar en una tienda de aplicaciones y encontrar Wattpad, una plataforma en línea de lectura y escritura, donde los creadores pueden publicar novelas, relatos, poemas y muchos otros textos. Con este descubrimiento se animó a escribir y compartir sus historias de suspense cargadas de tensión y obtuvo un extraordinario éxito, tanto de seguidores como de lecturas completadas. Sus novelas se popularizaron gracias al boca a boca de su comunidad de lectores, y a día de hoy es un referente para los jóvenes escritores de suspense. -Se le considera como uno de los tres grandes éxitos de Wattpad.
Su éxito en esta plataforma llamó la atención de editoriales tradicionales y logró publicar en 2014 “El sótano”, su primer libro en papel y desde entonces no dejó de publicar libros. Muchos de sus libros son número uno en New York Times y los más vendidos en las listas de Amazon e iBooks. El sótano estuvo 18 semanas en la lista de libros de bolsillo del New York Times mientras que “La Cabaña” pasó 17 semanas. Tiene numerosas novelas publicadas en el Reino Unido, Estados Unidos y Europa.
También cuenta con novelas románticas. Entre ellas se encuentran la trilogía Silence y The One aunque dispone de muchos títulos más.
Las claves del éxito de Preston para ganar la popularidad de la audiencia son un ritmo adictivo, giros inesperados, personajes adolescentes con los que es fácil identificarse y un toque morboso.
Antes de su triunfo como escritora trabajó como administrativa y recepcionista.
Está casada y tiene dos hijos, Ashton y Remy.

## Obras

### Suspenso
- El sótano (septiembre de 2017, Editorial Planeta)
- La cabaña (mayo de 2018, Editorial Planeta)
- El anónimo (marzo de 2019, Editorial Planeta) que es la traducción de "You Will Be Mine". 
- You will be mine (febrero de 2018, Sourcebooks Fire) 
- The Lost  (marzo de 2019, Sourcebooks Fire)
- La gemela (marzo de 2020, Editorial Planeta)
- El despertar (febrero de 2021, Editorial Planeta)
-  la huida (septiembre de 2021, Crossbooks), que es la traducción de "The Lost".

### Romance contemporáneo
-Silence #1 Silence series (2012)
-Broken Silence #2 Silence series (2013)
-Players, Bumps and Cocktail Sausages #3 Silence series (2014)
-Second Chance #1 Chance series (junio de 2014)
-Our Chance #2 Chance series (abril de 2015)
- Save Me (octubre de 2014)
-With the band (febrero de 2016)
- Reliving Fate (junio de 2017)
- Lie to Me (abril de 2018)
-After the End (septiembre de 2018)
-Waking Up in Vegas #1 The One series. (noviembre de 2019)
-Just Like the Movies #2 The One series (julio de 2020) 
-Read My Mind #3 The One series (2020)